# Samuel Alejandro Lafone Quevedo
Samuel Alejandro Lafone Quevedo (Montevideo, 28 de febrero de 1835 - La Plata, 18 de julio de 1920) fue un industrial, humanista, arqueólogo, etnógrafo y lingüista argentino, nacido en Uruguay.
Su padre era el protestante inglés de origen hugonote Samuel Fisher Lafone y su madre la argentina María de Quevedo y Alsina. Estudió en Inglaterra graduándose de magister artium, bachillerato en humanidades. De regreso en América se estableció en Catamarca, Argentina, quedando a cargo de la empresa minera de su padre y posteriormente de una propia formada con la venta de esta.
Estudió profundamente la historia indígena de la zona. Fue el descubridor de las Ruinas de Quilmes y autor de la obra Londres y Catamarca donde asentó los resultados de sus investigaciones. Además estudió la filiación de los indios juríes (lules y toconotés apodados "surís" o ñanduces por los invasores quechuas), realizó investigaciones filiatorias de la población indígena lugareña y fundó escuelas para indios en Catamarca y otras para huérfanos y carenciados.
A finales del siglo XIX regresó a Buenos Aires (Argentina), quedando a cargo del Museo de La Plata y de la Facultad de Ciencias Naturales de la Universidad de La Plata. Recibió varios reconocimientos por su trayectoria, un Doctorado Honoris Causa de la UBA incluido. En este período se dedicó además a publicar los resultados de sus investigaciones en varias revistas científicas.

## Trayectoria
A los trece años su padre lo mandó a Inglaterra donde se graduó de magister artium, equivalente a un bachillerato en humanidades. En 1859, de regreso en América, se estableció en Catamarca quedando a cargo de las Minas Capillitas. Además compró a 25 km de Andalgalá un algarrobal con los fondos obtenidos de la venta del ingenio Victoria que heredó de sus padres; a este emprendimiento, que funcionó hasta 1894 lo denominó Pilciao. Otros trabajos que requerían de menos esfuerzo, como la industria azucarera o el armado del ferrocarril, fueron encareciendo la mano de obra lo que hizo que este tipo de emprendimientos dejaran de ser rentables. En 1902 vendió la propiedad a la empresa Capillitas Copper Company.
Lafone tenía interés en la cultura indígena de la zona. La recorrió desde Bolivia y recogió datos preincaicos e incaicos. Recibió el apoyo de sus amigos Bartolomé Mitre, Vicente F. López y los doctores Francisco Moreno y Juan B. Ambrosetti. Promediando las investigaciones escribió Londres y Catamarca. Respecto de su interés por la arqueología declaró:

Llegado de regreso a Montevideo el 25 de diciembre de 1858, no tardé en hacerme dueño de una edición (la nueva) de la historia de Deán Funes, que en aquel tiempo era la mejor Biblia para lo concerniente a la Conquista del Tucumán. Con ella en la mano quedé contento y más que satisfecho, [al saber] que los Kilmes habían nacido en Kalchaki y que por gracia de Dios y proeza de las armas españolas habían salido de sus Bañados...

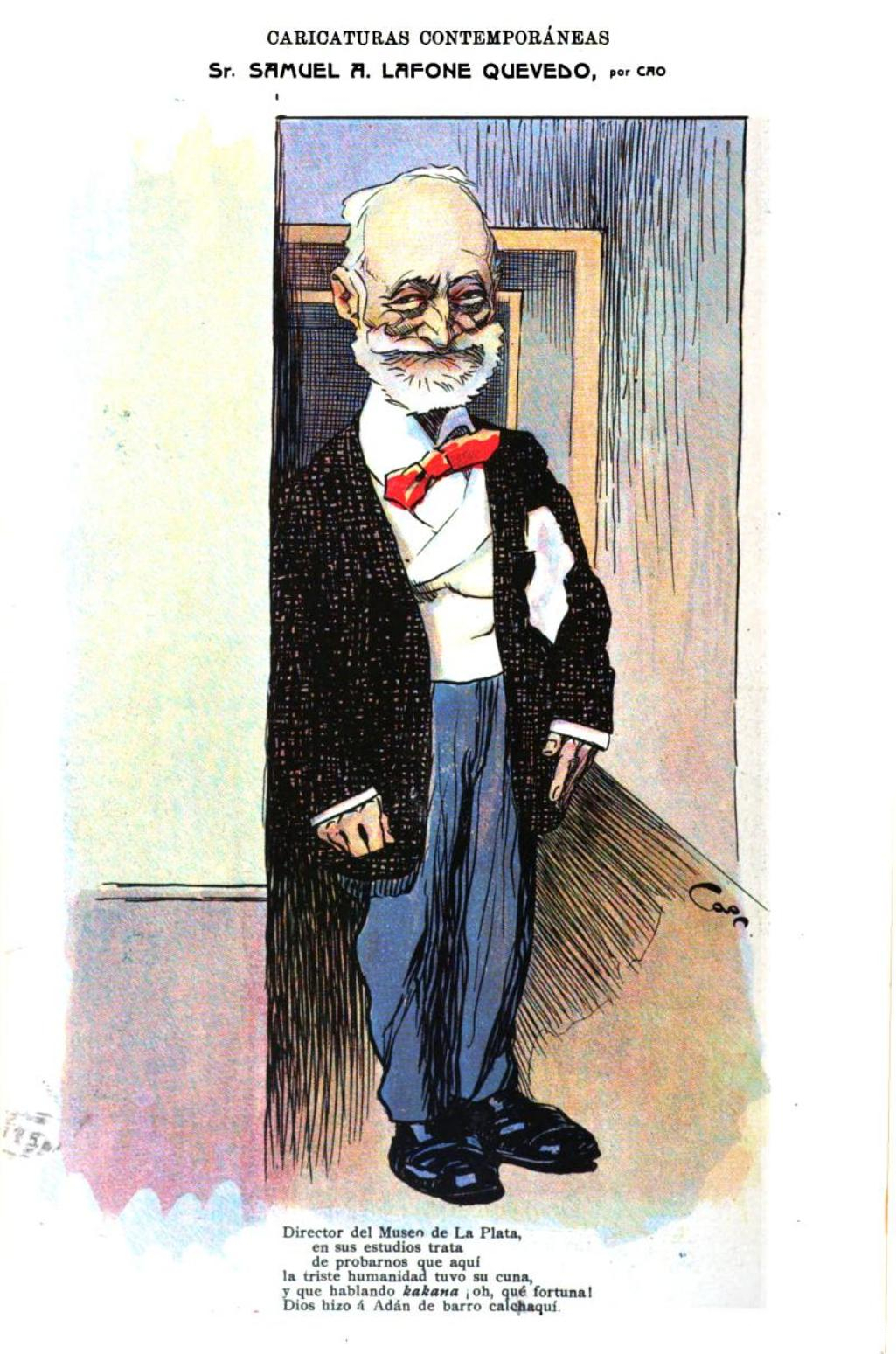
Retratado por Cao en la revista argentina Caras y Caretas (1906)

Utilizó sus conocimientos filológicos obtenidos durante su preparación universitaria para estudiar las lenguas indígenas, sobre todo sus conocimientos de latín y griego.
En una de sus excursiones descubrió las Ruinas de Quilmes, más precisamente en el año 1888, cuando realizó una visita rápida por el lugar que le permitió entender la complejidad de la obra. En su libro Londres y Catamarca se refiere a las ruinas de esta manera:

Las ruinas nos parecían al principio vizcacheras descomunales porque vistas a la distancia se presentaban como montones de escombros con sus entradas correspondientes; pero luego de penetrados a lo edificado comprendimos que lo que había pues todo ello era una serie de casuchas de piedra apiñadas como panales de una colmena de suerte que con la mayor facilidad y sin el menor riesgo marchábamos a caballo sobre la cima de las murallas, que en parte tenían dos varas, y en lo general más de una de
ancho. De trecho en trecho llegábamos a unas sendas angostas que parecían calles.
Londres y Catamarca, pág. 3

En el Pucará (del Aconquija) fácil será decir: este fue el palacio del Inka general, esta fue el de su corte....mas en Quilmes es la igualdad republicana la que sobresale y por eso es que se parece todo a un panal
Londres y Catamarca, pág. 4

Por suerte el pueblo de Quilmes está en un rincón remoto del Valle. Y por el momento no corre peligro su laberinto de murallas semi-enterradas; pero nadie me negará que cuanto antes se debe salvar para nuestra historia estos restos...
Londres y Catamarca, pág. 5

En 1890 cambiaron las circunstancias económicas del momento, lo que lo obligó a ir vendiendo sus propiedades a un precio muy bajo. Se mudó a Buenos Aires donde le fue concedido el título de doctor Honoris Causa de la Facultad de Filosofía y Letras de la UBA. En 1906 se hizo cargo del Museo de La Plata y simultáneamente ingresó en la Facultad de Ciencias Naturales de la Universidad de La Plata como decano. También participó de la Junta de Historia y Numismática.
Uno de sus alumnos lo describió de esta manera:

...figura pequeñita, menuda, ágil y fina, como estilizada por el correr, ya dilatado, de los años. La figura de ese viejecito ilustre, que parecía cosa de museo, él mismo, con su 'jaquet' abotonado hasta muy arriba, de corte arqueológico y de color desteñido por el tiempo, con su enorme paraguas verde en las manos nerviosas y enjutas, como un personaje de Dickens. Así pasaba, con el cuello envuelto en su chalina de vicuña, tejida en su telar catamarqueño, por los corredores de la Facultad de Derecho de la Plata, rumbo a la presidencia de la Universidad, de la cual era guardasellos. Y los bulliciosos muchachos estudiantes, que allá en los años anteriores a la Reforma universitaria le veíamos pasar, guardábamos por un instante respetuoso e involuntario silencio.
Márquez Miranda, alumno de Lafone Quevedo

## Obras de Lafone Quevedo

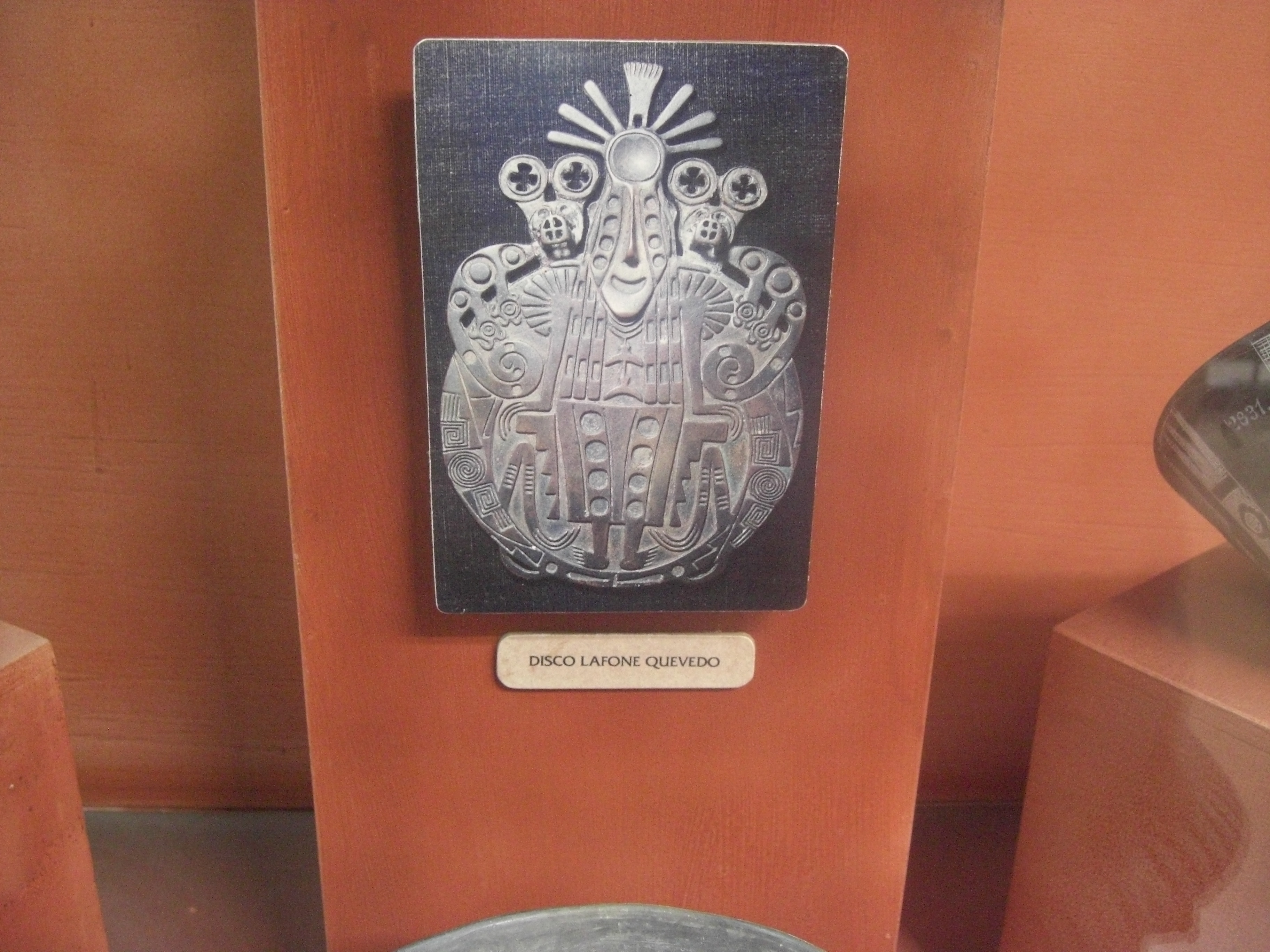
Disco Lafone Quevedo, Museo de La Plata, vitrina Cultura de la Aguada

En 1888 inició la obra de la "Historia de la Virgen del Valle", la patrona de la ciudad de San Fernando del Valle de Catamarca. Tenía una profunda fe religiosa, que la profesó hasta sus últimos días.
Fue el autor de Londres y Catamarca, una obra que consta de cuatrocientas páginas. Los capítulos se titulan Introducción, Treinta cartas, Epílogo y Apéndices. El objetivo del libro fue, según escribió su autor en el prólogo, estudiar la expedición de Diego de Rojas, la ubicación geográfica de las ciudades de Londres, Córdoba y Calchaquí y las fundaciones de la ciudad capital de la provincia de Catamarca (San Fernando del Valle) y la ciudad de Londres. Tiene varios ejemplares impresos aunque se conoce la ubicación de dos hasta el momento, uno en la biblioteca del Museo Etnográfico “Juan E. Ambrosetti”, de la ciudad de Buenos Aires, y según el catálogo Acceder hay otro más en el Museo de Arte Hispanoamericano Isaac Fernández Blanco.
Estudió la filiación de los indios juríes e inició las investigaciones etnológicas de los indios de la región. En Catamarca fundó escuelas destinadas a los indígenas que además servían de hogar para niños carenciados y/o huérfanos y también fue Inspector de Educación Primaria de la región de Andalgalá durante 1878 y 1892. Algunos de sus alumnos fueron mencionados en un escrito del Padre R.R. Olmos.

... Pedro Ignacio Cabrera que llegaría a ser pianista. El Dr. Argentino R. Quevedo, ocuparía la Vicegobemación de la Provincia y una banca en la legislatura provincial, Antonio Macías, Contador de la casa de comercio Móller de Andalgalá. Senador, Diputado Provincial y Director General de Rentas de la Provincia, El Presbítero Joaquín Tula, Párraco de Andalgalá y cura de la Iglesia de la Merced en Tucumán, El Sr. Ramón Martínez, Secretario en Andalgalá del Sr. David Arce, Contador General de la Provincia y Director General de Rentas...

Como distracción formó una orquesta con sus pupilos que llegaron a tocar con cierta calidad.

### Otras obras
Las otras obras que el investigador publicó son:
- Vocabulario Mocoví-Español fundado en los del P. Tavolini, publicado en la revista del Museo de La Plata, número IV, año 1893
- Los Huacos de Chañar-Yaco, provincia de Catamarca, publicado en el diario La Nación el 11 y el 12 de octubre de 1891
- A traveller’s notes in the Calchaqui region, Argentine Republic, publicado en The American Antrhopologist, número IV, Washington, 1891.
- Un capítulo suelto de filología argentina; publicado en La Prensa en 1892
- Los huacos de Yocavil, Los huacas de yocavil. Yacimiento de Cerro Pintado en el valle de Catamarca, publicado en el diario La Nación, Buenos Aires, 1892.
- El pueblo de Batungasta,
- Ensayo Mitológico. El culto de Tonapa. Los himnos sagrados de los reyes del Cuzco, según el yanqui Pachacuti, publicado en los II Anales del Museo de La Plata, publicado en la revista del Museo de La Plata, número III, año 1892
- Catálogo descriptivo e ilustrado de los Huacos de Chañar-Yaco (provincia de Catamarca);
- La Virgen del Valle, Artes y Letras, T. 1, Buenos Aires, 1892.
- Arte de la lengua Toba por el padre Alonso Bárcena;
- Los Lules; Córdoba de Calchaquí, Londres y Cañete;
- El Mijé y el Zoque;
- Estudios araucanos
- Nombres de lugar y apellidos indios de etimología y eslabones aislados de la lengua Cacana
- Grupo Guarycurú-Mocoví; Idioma Abipón
- Los indios Chanases y su lengua
- La raza pampeana y la raza guaranía
- Tesoro de Catamarqueñismo
- El museo de La Plata y los valles calchaquíes, publicado en el diario La Prensa el 6 de agosto de 1891
- Las migraciones de los Kilmes - La historia de las mismas, publicado en la Revista de la Universidad de Buenos Aires, año 1919.
- Idioma Mbaya. Llamado «Guaygururú» según Hervas, Gilii y Castelnau, Buenos Aires año 1896.